# 相互発着
相互発着（そうごはっちゃく）
1. 鉄道において列車の運転時隔を短縮するために、同一路線で運転されている列車を駅において異なる乗り場に交互に発着させること。交互着発（こうごちゃくはつ）とも称される。
2. 鉄道・バスなどの交通機関における運賃の計算や乗車券の効力。ある駅間を行き来する場合のこと。

いずれも本記事で記述する。

## 鉄道駅における列車の相互発着

### 背景
鉄道においては、閉塞の概念に基づいて安全を確保しており、列車は先行列車にある一定以下の距離に近づくことができない。本線上では列車はある間隔を保って走行しており、この間隔は閉塞によって許される最短の列車間距離よりある程度長い距離となっている。
先行列車が駅に到着し停車中に、続行列車との距離が接近するため、駅の前後が列車間隔のもっとも接近する場面となる。先行列車が停車中に、続行列車が先行列車と同一の閉塞内に進入することはできないため、結果として列車同士の時間間隔が一定以上に保たれる。

### 相互発着による解決

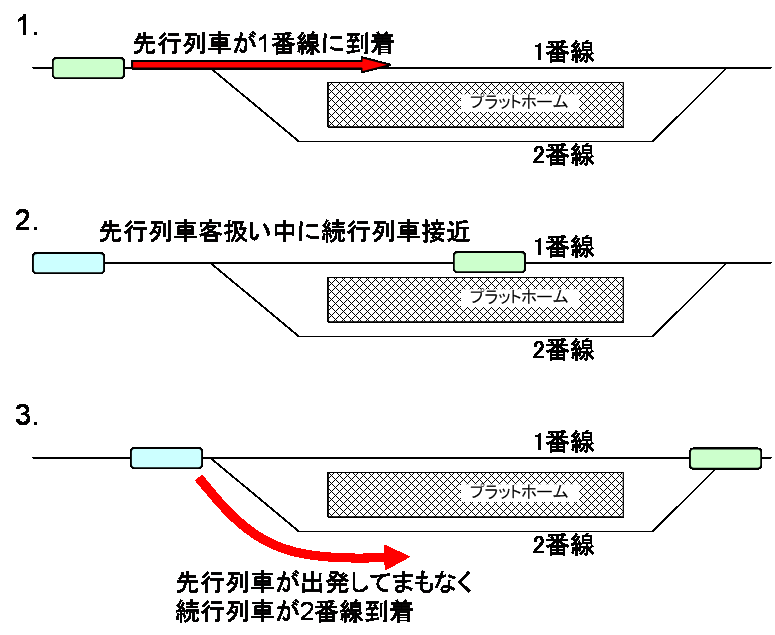
相互発着の例

相互発着は、この駅付近における時隔制約要因を緩和するための方法である。駅において、同一路線の同一方向の列車に対して2つの番線を用意して、交互に使用することで制約を緩和する。
図に示した駅では、1番線と2番線を同一方向に対して使用している。ここでは先行列車はまず1番線に到着する。この時点では先行列車がいるために、続行列車は1番線に進入することができないように閉塞上の制限が掛けられている。先行列車が到着するとすぐに分岐器が2番線側に切り替わり、2番線への到着を許可するように信号が現示される。これによって、続行列車は1番線にいる列車による閉塞上の制約を受けなくなり、駅へ接近してくることができるようになる。
先行列車が1番線にいる状態のままでも、続行列車は2番線に到着することができるが、先行列車が1番線から出発する前（乗降中）に2番線に続行列車が到着すると、特に1番線と2番線が同一ホームに面している島式ホームの場合、続行列車から先行列車へ容易に乗り継ぎが可能になり、混雑の偏りが生じてしまう可能性があることから実際には1番線から先行列車が出発してまもなく2番線に続行列車が到着することが多い。但し、このような運行形態であっても、ダイヤ乱れにより先行列車が出発出来ずに完全に追い付いてしまう可能性もあり、そのような場合は先行列車の閉扉ないし発車するまで後続列車を開扉させないことで対処するケースがある。また、相互発着の対象となる番線を異なるホームに面している番線に設定をすれば続行列車が先行列車に完全に追い付いても乗り継ぎが容易ではない為、混雑の偏りの問題は生じなくなるが、その駅から乗車する利用者にとっては利便性に欠くことから相互発着の大半は同一ホームに面している番線で実施されている。
2つの番線を使わなくても先述のように列車同士が完全に追い付かない運行は物理的には可能であるが、実際には列車同士の間隔に関する制約（主に閉塞）により、相互発着を使うことによってのみ可能な運行である。
相互発着を行うことにより、列車の運転間隔を短くすることができる他、乗降客の多い駅において停車時間を長くしても全体の運転間隔に影響を与えないといった効果がある。後者の場合、乗降客の多い駅についてのみ相互発着にすることで対処できる。

## 運賃計算と乗車券の効力に関する相互発着
鉄道やバスなどの交通機関において、運賃を計算したり、発行された乗車券の効力を規定したりする場合にも相互発着という言葉が用いられる。
例えば「A駅・B駅間相互発着」という場合は、「A駅発B駅着」と「B駅発A駅着」を意味することとなる。基本的に同一区間で方向によって運賃や料金が異なることはないため、このような記述をしている。